# Distretto di Zùùnbajan-Ulaan
Il distretto di Zùùnbajan-Ulaan è uno dei diciannove distretti (sum) in cui è suddivisa la provincia del Ôvôrhangaj, in Mongolia. Conta una popolazione di 4.436 abitanti (censimento 2008). 